# 海洋國家公園
海洋國家公園（marine national park）是一種主要保留海洋與周邊陸地、島嶼而劃定的自然保護區域，通常由政府所擁有，目的是保護當地海域與相關物種（海洋生物為主）不受人類發展和污染的傷害。